# Beatriz Agredano Lozano
Beatriz Agredano Lozano (Madrid, 1975-27 de noviembre de 1996) fue una intérprete de inglés española, reconocida en el callejero de Madrid por haber sido secuestrada, agredida sexualmente y finalmente asesinada con 21 años.

## Biografía
Agredano era vecina de Vicálvaro, hija de Julio Agredano y Encarna Lozano. Su cuerpo apareció desnudo en el cerro de Almodóvar, al sudeste de Madrid, el 27 de noviembre de 1996, después de haber sido secuestrada al bajarse de un tren de cercanías en la estación de Vicálvaro, posteriormente agredida sexualmente y finalmente asesinada. Por este crimen, se condenó a 31 años y seis meses de cárcel a Ángel Antonio Belinchón Castro, conocido como Belinchón, y apodado "El Torero", y a Antonio Sánchez López, conocido como Juanito.
Ángela Martínez, la mujer que inculpó como implicado del asesinato a su exmarido, Ángel Antonio Belinchón, declaró ante los jueces que él la había amenazado con hacerle "lo mismo que a la chica de Vicálvaro" y le confió que los participantes en el delito habían sido cuatro personas. A instancia de los padres de la víctima, que siempre sospecharon de la intervención de al menos un tercer hombre, se continuó la investigación. Los padres ofrecieron una recompensa de 1 millón de pesetas a cambio de información. Finalmente, se realizó un informe, elaborado por el Instituto Nacional de Toxicología, que determinó que el ADN de Gustavo Romero, el llamado Asesino de Valdepeñas, autor de otros tres crímenes en Ciudad Real entre 1993 y 1998 y sospechoso en la investigación, no coincidían con el de los restos de sangre encontrados en una uña de Beatriz Agredano.
El 27 de noviembre de 1996, Agredano llegó a la estación de Renfe de Vicálvaro, donde fue llevada contra su voluntad hasta el cerro de Almodóvar. Allí fue desnudada y agredida sexualmente, tras lo que, con intención de acabar con su vida para evitar ser denunciados, le golpearon repetidas veces en la cabeza con una piedra de gran tamaño que le provocó un traumatismo craneoencefálico, que le causó la muerte. Una vez asesinada, a Agredano le robaron su bolso y sus objetos personales, incluida la ropa, todo ello valorado en más de 394 euros. La sentencia obligó a los acusados a indemnizar a la familia con 300.506,05 euros por daños y perjuicios morales, así como a devolver los 394,96 euros por los efectos que sustrajeron. La pena fue confirmada por el Tribunal Supremo en junio de 2004, tras desestimar el recurso de los acusados contra la sentencia del Tribunal Superior de Justicia de Madrid en junio del 2003. Pero el caso no se cerró.

## Reconocimientos
En 1999, se hizo un Acto Homenaje a Agredano en el Centro Cultural El Madroño de Vicálvaro en el que participaron diferentes artistas: el poeta Antonio Ruíz Pascual, Arte Total, Artistas sin Fronteras, la Asociación de Vecinos de Vicálvaro, el Periódico de Vicálvaro Distrito 19, el Aula de la Mujer, Telemadrid y la ONG Jóvenes contra la intolerancia.
El 30 de abril de 2008, el Ayuntamiento de Madrid decidió dedicar una calle con su nombre en el distrito de Vicálvaro.